# Chrysochloroma meeki
Chrysochloroma meeki là một loài bướm đêm trong họ Geometridae.